# Colobodellus
Colobodellus är ett släkte av skalbaggar. Colobodellus ingår i familjen vivlar.
Kladogram enligt Catalogue of Life:
| Colobodellus | \| \| Colobodellus alboscutellatus \| \| \| \| |
|              | \| \| Colobodellus alboscutellatus \| \| \| \| |
|              | Colobodellus alboscutellatus                   |
|              |                                                |